# 专区 (法国)
专区（法語：district，法語發音：[distʁikt] ⓘ）是1790-1795年间法国各省的下一级行政区划。在让·卡西尼提出的旨在使法国领土划分趋于一致的领土规划方案中，省可以划分为最多9个专区，每个专区包含3至32个县（canton）。 
1795年，专区从宪法中消失。1800年2月17日，专区被区（arrondissement）取代，后者沿用至今。 